# جون إتش كاسادي
جون إتش كاسادي (بالإنجليزية: John H. Cassady)‏ هو ضابط أمريكي، ولد في 3 أبريل 1896 في سبنسر في الولايات المتحدة، وتوفي في 25 يناير 1969 في بوكا راتون في الولايات المتحدة.